# Base aerea di Iwakuni
La base aerea di Iwakuni (in inglese Marine Corps Air Station Iwakuni o MCAS Iwakuni) è una base aerea militare degli US Marines, situata sulla foce del fiume Nishiki a 2,4 Km dalla città di Iwakuni.

## Storia
Nel 1938 il Governo giapponese aveva acquistato buona parte del terreno per costruire una base aerea e navale.
Allo scoppio della Seconda Guerra Mondiale, la base, divenne una scuola militare, ospitando anche parte dell'Accademia Imperiale Navale Giapponese.
Nel 1945 Iwakuni venne bombardata dagli Alleati.
Dopo la fine della guerra, la base venne gestita prima dalla RAAF e poi dagli Stati Uniti, per ospitare le forze aeree che avrebbero preso parte alla Guerra di Corea.
Dal 1952 al 1964 ha anche avuto la funzione di aeroporto privato, con codice IATA IWJ, poi assegnato all'Aeroporto di Iwami.
Nella base erano state trasportate alcune bombe atomiche da Okinawa nel 1966, ma quando l'ambasciatore americano in Giappone, Edwin O. Reischauer, ne scoprì l'esistenza (che era una violazione del Trattato di mutua cooperazione e sicurezza tra Stati Uniti d'America e Giappone) disse al Dipartimento di Stato che se le bombe non fossero sparite in 90 giorni, avrebbe rassegnato le dimissioni pubblicando la storia. In seguito le atomiche vennero rimosse e la loro presenza non fu resa nota fino al 2010.